# Piotr Szubin
Piotr Jewgienjewicz Szubin, ros. Пётр Евгеньевич Шубин (ur. 21 lutego 1944 w Czelabińsku, Rosyjska FSRR) – rosyjski piłkarz, grający na pozycji pomocnika lub napastnika, trener piłkarski.

## Kariera piłkarska
Wychowanek Łokomotiwu Czelabińsk, w którym w 1962 rozpoczął karierę piłkarską. W 1963 przeniósł się do Łokomotiwu Orenburg. W 1964 został piłkarzem Ałgi Frunze. W 1968 powrócił do Łokomotiwu Czelabińsk. W 1969 zmienił klub na Urałmasz Swierdłowsk. W 1970 powrócił do Ałgi Frunze, w którym zakończył karierę piłkarza w roku 1973.

## Kariera trenerska
Po zakończeniu kariery piłkarza rozpoczął pracę szkoleniowca. W latach 1974–1975 razem z Aleksandrem Koczetkowym kierowali Ałgą Frunze, a w 1976 do czerwca samodzielnie prowadził klub. W 1978 stał na czele reprezentacji Kirgiskiej SRR. W latach 1979–1980 pomagał trenować Dinamo Samarkanda, a w 1981 stał na czele klubu. W 1982 dołączył do sztabu szkoleniowego SKA Rostów nad Donem, gdzie najpierw pomagał trenować, a potem do 1984 prowadził wojskowy klub. 16 stycznia 1985 został zaproszony do Spartaka Moskwa, gdzie pomagał trenerowi Konstantinowi Bieskowu w szkoleniu piłkarzy. Od stycznia do kwietnia 1989 prowadził Rotor Wołgograd. W maju 1989 wyjechał do Algierii, gdzie stał na czele USM Bel-Abbès. W 1991 przeniósł się do Zjednoczonych Emiratów Arabskich, gdzie pracował najpierw jako dyrektor, a od 1993 do 1995 prowadził Ras Al Khaima Club. Potem powrócił do ojczyzny i pracował w klubach Dinamo Stawropol (1996), Szynnik Jarosław (05.08.1997-17.05.1998) oraz Anży Machaczkała (18.08.1998-26.09.1998). Od sierpnia do końca 1999 konsultował arabski Ras Al Khaima Club. 20 stycznia 2000 został mianowany na stanowisko głównego trenera klubu KAMAZ Nabierieżnyje Czełny, którym kierował do 26 czerwca 2001. Potem pracował w Szkole Sportowej Futbolnoe Deło Moskwa. W styczniu 2004 stał na czele Dynamy Mińsk, w którym pracował do 25 maja 2004. Od lipca 2004 do lipca 2006 pracował jako główny trener Szkoły Sportowej Spartaka Moskwa, a potem do listopada 2008 jako dyrektor Szkoły.

## Sukcesy i odznaczenia

### Sukcesy trenerskie
Ałga Frunze
- mistrz grupy Wtoroj Ligi ZSRR: 1974

KAMAZ Nabierieżnyje Czełny
- brązowy medalista grupy Urał Rosyjskiej Drugiej Dywizji: 1972

### Odznaczenia
- tytuł Trenera Sportu ZSRR: 1969
- tytuł Zasłużonego Trenera Rosyjskiej FSRR: 1984